# Jhonson
Ingrid Aparecida Borges de Morais, mer känd under sitt artistnamn Jhonson, född den 13 oktober 2005 i Suzano, är en brasiliansk fotbollsspelare.

## Karriär
Jhonson inledde sin seniorkarriär i Toledo år 2020. 2025 kontrakterades hon av Corinthians Paulista. Hon debuterade i Brasiliens damlandslag år 2025.